# Renate Schostack
Renate Schostack (* 10. Januar 1938 in Pforzheim; † 28. Juli 2016 in München) war eine deutsche Journalistin und Schriftstellerin.

## Leben
Renate Schostack studierte Germanistik und Geschichte an Universitäten in München, Basel, Paris und Berlin. 1964 wurde sie in Freiburg im Breisgau mit einer Arbeit über Wieland und Lavater zum Doktor der Philosophie promoviert. Anschließend arbeitete sie als Lektorin an den Universitäten in Toulouse und Bristol. Von 1969 bis 2003 war sie Mitarbeiterin im Feuilleton der Frankfurter Allgemeinen Zeitung, von 1971 bis 1974 als Kulturkorrespondentin in London, ab 1985 in München.
Die Autorin verfasste neben journalistischen und literaturkritischen Beiträgen Romane und Erzählungen, in denen meist Paarbeziehungen aus weiblicher Sicht geschildert werden.
Nach ihrer Pensionierung lebte Schostack wieder in Pforzheim. Sie starb im Juli 2016 im Alter von 78 Jahren in München.

## Ehrungen und Auszeichnungen
Renate Schostack erhielt 1977 ein Stipendium der Klagenfurter Jury, 1984 den „Preis der Jury“ beim Ingeborg-Bachmann-Wettbewerb in Klagenfurt und 1989 den Preis für Wissenschaftsjournalismus des Deutschen Anglistenverbandes. 2003 wurde sie für ihr Engagement mit dem Freundeszeichen der Katholischen Akademie in Bayern geehrt.

## Veröffentlichungen (Auswahl)
- Wieland und Lavater, Beiträge zur Geistesgeschichte des ausgehenden 18. Jahrhunderts, Freiburg im Breisgau 1964, DNB 482347945 (Dissertation Universität Freiburg im Breisgau, Philosophische Fakultät, 31. Juli 1964, 176 Seiten).
- Zwei Arten zu lieben, München [u. a.] 1977
- Hände weg von meinem Regenbogen, München [u. a.] 1979
- Heiratsversuche oder Die Einschiffung nach Cythera, München [u. a.] 1985[6]
- Niedere Gangarten, Zürich 1991
- Wer liebt, hat recht, Zürich 1994
- Hinter Wahnfrieds Mauern. Gertrud Wagner – ein Leben, Hamburg 1998[7]
- Palmeselkönig, Kieselbronn 1998
- Wintertage in Sankt Petersburg, Kieselbronn 2003
- Die eitle Schöne: über Geist und Kultur in München, Sankt-Michaelsbund, München 2008, ISBN 978-3-939905-20-2.
- 1501 oder Die der Pest abgewandte Seite der Stadt. Eine historische Phantasie (Theaterstück), Pforzheim 2016, ISBN 978-3-926006-16-5
- Fräulein Ava Laurin (Roman, Zeitungsvorabdruck 2016)

## Zitate
„Jagt mir nicht nach, sucht mich nicht zu retten, holt mich nicht zurück. Denn soviel Trost, wie ich ihn bräuchte, hat kein Mann auf Erden zu geben“